# Butare (província)
Butare era uma intara (província) do centro-sul de Ruanda, com sede em Butare. Possuía 1 872 quilômetros quadrados de área e segundo censo de 2002, havia 725 914 habitantes. Foi abolida em 2006 com a reformulação territorial do país. Dividia-se em vários distritos:
| Distrito | Nome nativo | População (2002) | Área (km2) |
| -------- | ----------- | ---------------- | ---------- |
| Butare   | Butare      | 77 449           | 96         |
| Giconco  | Gikonko     | 70 475           | 214        |
| Maraba   | Maraba      | 62 149           | 132        |
| Mugombua | Mugombwa    | 76 558           | 240        |
| Nhaquizu | Nyakizu     | 85 587           | 280        |
| Nhamure  | Nyamure     | 82 716           | 289        |
| Nhanza   | Nyanza      | 55 699           | 114        |
| Quibingo | Kibingo     | 98 856           | 239        |
| Quirua   | Kiruhura    | 51 163           | 154        |
| Save     | Save        | 61 964           | 115        |